# TJ(トーンジュエル)
TJ(トーンジュエル) は、2015年7月22日にデビューした日本の女性ダンス＆ボーカルユニット。2012年8月22日にビクターエンタテインメントよりデビューしたトーンジュエルの後継グループ。 音律寶石 として台湾でも活動中。

## 概要

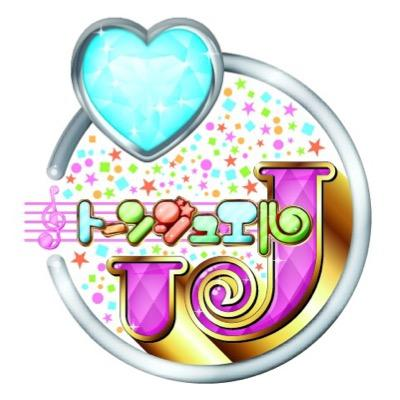
TJ(トーンジュエル)

TJ(トーンジュエル)は、『音・宝石・キラキラ』というキーワードをコンセプトに活動する、3人組の女性ダンス＆ボーカルユニットである。トーンジュエルの後継者として、2015年7月22日にclub asiaにてライブデビューした。前身のトーンジュエルは、2012年7月に結成。2012年8月22日にビクターエンタテインメントよりメジャーデビューし、デビューアルバム「キミイロノート」をリリースした。グループ名の「トーンジュエル」は"音(Tone)"と"宝石(Jewel)"から由来する。
手持ちマイクを使用せず、『トーンリング』と呼ばれるピンキーリングに取り付けたマイクを使用してパフォーマンスを行うことが特徴で、口元に小指を近づけて歌唱するという独特のスタイルを持つ。
TJ(トーンジュエル)の正式名称は前身のTone Jewelの頭文字を採って "TJ" であるが、検索がしやすいようにと既存の"トーンジュエル"を残し、当面はTJ(トーンジュエル)とした。また、TJ(トーンジュエル)の結成を機に、『TJ PROJECT』を発足。TJ(トーンジュエル)に続くユニットを結成するプロジェクトとなる。1stワンマンライブにてTJ(トーンジュエル)に続くTJ PROJECTの新ユニット、『TWIST JEWEL』の結成が発表される。
2017年7月のTWIST JEWEL 1周年記念主催ライブにて、TJ PROJECTの第３弾ユニット、『TRADITION JACK』の結成が発表される。
2018年7月のTJP FESTIVAL 2018にて、TJ PROJECTの第４弾ユニット、『End of Silence』がお披露目される。
2018年11月の台北『杰克音樂 Jack's Studio』での主催ライブ開催を契機に 音律寶石 として台湾での活動も開始した。

## TJ PROJECTメンバー

### TJ(トーンジュエル) / 音律寶石
| メンバー                     | 血液型 | 誕生日   | 好きなジュエル     | 座右の銘                                  |
| ---------------------------- | ------ | -------- | ------------------ | ----------------------------------------- |
| 彩瀬千聖 (あやせ ちひろ)     | A型    | 2月26日  | アメジスト         | 夢見ることができれば、 それは実現できる。 |
| 町村かな (まちむら かな)     | B型    | 11月29日 | ピンクダイヤモンド | 一期一会                                  |
| 高山緋奈乃 (たかやま ひなの) | O型    | 9月29日  | サファイア         | No problem 信じていれば夢は叶う           |

### TWIST JEWEL
| ピンク |

| オレンジ |

| 黄緑 |

| オレンジ |

### TRADITION JACK
| ワインレッド |

| ダークブルー |

### End of Silence
| 黄色 |

| グリーン |

### 元メンバー

#### トーンジュエル (第1期)
沙倉香奈
ケーキ姫☆優海
瀧村咲菜
嘉山璃子

#### トーンジュエル研修生 (第2期)
菜月雅美
宮下桃歌
森元萌香

#### TJ(トーンジュエル) (第3期)
横庭綾音
糸永有希

#### TWIST JEWEL
白雪真理亞
大和田芽位

## 略歴

### 2012年
- 2月　トーンジュエルとして結成
- 8月　ビクターエンタテインメントよりメジャーデビュー

### 2013年
- 7月　マップ劇場にて初のインストアワンマンライブを開催
- 9月　現TJメンバーの彩瀬千聖が加入[5]
- 10月 大阪で初のワンマンライブ開催
- 10月 沙倉香奈 卒業
- 11月 瀧村咲菜、ケーキ姫☆優海 卒業

### 2014年
- 3月　トーンジュエル研修生として活動開始
- 7月　お台場新大陸 マイナビステージにライブ出演[6]
- 8月　TIARA IMPACT Vol.1 渋谷公会堂にオープニングアクトとして出演[7]
- 11月 TIARA IMPACT Vol.2 品川ステラボールにライブ出演

### 2015年
- 7月　横庭綾音、糸永有希が加入し、TJ(トーンジュエル)として活動開始

### 2016年
- 2月　TJ x Parfait合同イベント 『Twin Peaks ～ピンキーリングをトッピング～』 開催
- 7月　一周年記念 1stワンマンライブ 『～輝くピンキーリングの先へ～』 開催
- 7月　TJ PROJECT 新ユニット 『TWIST JEWEL』 結成
- 10月 TJ(トーンジュエル) 1stシングル 『ダイヤモンド』 発売

### 2017年
- 3月　第1回 ファンミーティング 『azitoで作戦会議』 開催
- 4月　TJ PROJECT オフ会 Vol.1 『〜頼む！雨を降らすな横庭！〜』 開催
- 5月　スーパーファンタジーVOL.4 #3「ファンタジーライブ」 フジテレビイベントスペース フジさんのヨコにライブ出演[8]
- 7月　スーパーファンタジーVOL.6 #2「ファンタジーライブ」 フジテレビイベントスペース フジさんのヨコにライブ出演[9]
- 7月　TWIST JEWEL 1周年記念主催ライブ 開催
- 7月　TJ 二周年記念 2ndワンマンライブ 『～輝くピンキーリングと歩む道～』 開催
- 7月　TJ PROJECT 第３弾ユニット 『TRADITION JACK』 結成
- 8月　お台場みんなの夢大陸 『真夏のアイドルライブ』 にライブ出演[10]
- 10月 TJ(トーンジュエル) 2ndシングル 『トパーズ』 発売
- 12月 TWIST JEWEL 1stシングル 『リボン』 発売

### 2018年
- 2月　TJ(トーンジュエル)の一時活動休止を発表[11]
- 5月　彩瀬千聖、凛音七海、白石結夏以外の所属メンバーの契約を終了[12]
- 5月　TJ PROJECTのネット番組 『TJPのトライ&ジャンプ！』 開始[13]
- 6月　TJ(トーンジュエル)に町村かな、高山 緋奈乃が加入し、新体制で活動開始[14]
- 7月　TJP FESTIVAL 2018 開催
- 7月　TJ PROJECT 第４弾ユニット 『End of Silence』 結成
- 11月　『音律寶石』 として、台湾でも活動を開始
- 11月　台湾での主催ライブ 『西門夜市 Vol.1』(杰克音樂 Jack's Studio) 開催

### 2019年
- 3月　台湾にて 29Otaku へライブ出演
- 3月　台湾での主催ライブ 『西門夜市 Vol.2 & 3』(杰克音樂 Jack's Studio) 開催
- 3月　台湾にて 『女の子が主役の日！～ひな祭りparty～』(杰克音樂 Jack's Studio) へライブ出演
- 6月　TWIST JEWELが 『東京2019 IDOL STAIRS 1st Step』 へライブ出演
- 6月　『台湾フェスティバル2019』 にてライブパフォーマンスを披露
- 7月　TJP FESTIVAL 2019 開催
- 9月　TJ PROJECTとして 『東京2019 IDOL STAIRS 2nd Step』 へライブ出演
- 9月　台湾にて 『噗通水夏祭/ドキサマ祭り』(洛德城堡 Road Castle) へライブ出演
- 9月　台湾にて 『噗通水夏祭之 DokiDokiLive』(29歐他窟) へライブ出演
- 9月　台湾での主催ライブ 『西門夜市 Vol.4 & 5』(杰克音樂 Jack's Studio) 開催

## ディスコグラフィ

### TJ(トーンジュエル)
| # | タイトル     | リリース日     | 収録曲                                     | 販売形態           | 備考 |
| - | ------------ | -------------- | ------------------------------------------ | ------------------ | --- |
| 1 | ダイヤモンド | 2016年10月2日  | 1. 曖昧コントラスト 2. パスきっぷ          | ダウンロードカード | 作詞、作曲：村山シベリウス達彦 (曖昧コントラスト) 作詞：谷亜ヒロコ (パスきっぷ) 作曲：小松健祐 (パスきっぷ) 編曲：松田純一 (パスきっぷ) |
| 2 | トパーズ     | 2017年10月22日 | 1. ブリリアント・ワールド 2. Shiny☆Element | ダウンロードカード | 作詞、作曲：村山シベリウス達彦 |

### TWIST JEWEL
| # | タイトル | リリース日     | 収録曲                                                 | 販売形態           | 備考                                                                                                |
| - | -------- | -------------- | ------------------------------------------------------ | ------------------ | --------------------------------------------------------------------------------------------------- |
| 1 | リボン   | 2017年12月24日 | 1. For My Dream 2. 恋したこと 愛したこと 3. 夢の中でも | ダウンロードカード | 作詞：吉田友樹 作曲：井尻希樹 (For My Dream、夢の中でも) 作曲：ATSUSHI TODA (恋したこと 愛したこと) |

### トーンジュエル (第1期)
| # | タイトル       | リリース日     | 収録曲 | 販売形態        | 備考                                                                |
| - | -------------- | -------------- | --- | --------------- | ------------------------------------------------------------------- |
| 1 | SISTARS TRIP   | 2012年8月11日  | 1. 恋花模様 2. 放課後向上委員会 3. ネバーランド 4. Candy Street                                                                                | アルバム CD     | オリジナルアルバム                                                  |
| 2 | キミイロノート | 2012年8月22日  | 1.サマー☆パーティー！！ 2.ミライ∞ミライ 3.キミイロインリョク 4.シュガーレスMEMORY 5.夕空トライアングル 6.ココロノート 7.GIRL’S MANIFESTO       | ミニアルバム CD | メジャーデビューミニアルバム                                        |
| 3 | メグルキセキ   | 2012年12月30日 | 1.メグルキセキ 2.Winter Holy Days 3.Precious X'mas 4.淡雪メモリー 5.二次元☆カレシ 6.真夜中ファンファーレ 7.迷い雪の空 8.ハルは短し恋セヨ乙女！ | アルバム CD     | フルアルバム                                                        |
| 4 | BLOOMING SONG  | 2013年9月18日  | 1.BLOOMING SONG 2.ホログラム・シンパシー 3.PASSCODER                                                                                           | シングル CD     | ジャケット3タイプ同時発売の マキシシングル Type-A / Type-B / Type-C |

## ライブレパートリー

### TJ(トーンジュエル)
| # | 楽曲                   | 収録           | 初演          |
| - | ---------------------- | -------------- | ------------- |
| 1 | ハルは短し恋セヨ乙女！ | メグルキセキ   | 2019年12月9日 |
| 2 | パスきっぷ             | ダイヤモンド   | 2019年7月24日 |
| 3 | 夕空トライアングル     | キミイロノート | 2019年2月28日 |
| 4 | ホログラム・シンパシー | BLOOMING SONG  | 2019年2月28日 |
| 5 | Shiny☆Element          | トパーズ       | 2018年9月30日 |
| 6 | キミイロインリョク     | キミイロノート | 2018年8月23日 |
| 7 | 曖昧コントラスト       | ダイヤモンド   | 2018年6月17日 |
| 8 | ブリリアント・ワールド | トパーズ       | 2018年6月17日 |
| 9 | ネバーランド           | SISTARS TRIP   | 2018年6月17日 |

### TWIST JEWEL
| # | 楽曲                  | 収録           | 初演          |
| - | --------------------- | -------------- | ------------- |
| 1 | カラフルステップ      | 新曲＜未収録＞ | 2019年7月24日 |
| 2 | 恋したこと 愛したこと | リボン         | 2017年1月16日 |
| 3 | For My Dream          | リボン         | 2016年7月21日 |
| 4 | 夢の中でも            | リボン         | 2016年7月21日 |

### TRADITION JACK
| # | 楽曲           | 収録 | 初演          |
| - | -------------- | ---- | ------------- |
| 1 | スタートライン | Ｒ   | 2017年7月20日 |
| 2 | 僕らのオト     | Ｒ   | 2017年7月20日 |

### End of Silence
| # | 楽曲           | 収録           | 初演          |
| - | -------------- | -------------- | ------------- |
| 1 | End of Silence | 新曲＜未収録＞ | 2018年7月23日 |

### TJ(トーンジュエル) (第3期)
| #  | 楽曲                   | 収録               | 初演           |
| -- | ---------------------- | ------------------ | -------------- |
| 1  | Shiny☆Element          | トパーズ           | 2017年8月27日  |
| 2  | ブリリアント・ワールド | トパーズ           | 2017年7月25日  |
| 3  | 夕空トライアングル     | キミイロノート     | 2017年6月18日  |
| 4  | GIRL’S MANIFESTO       | キミイロノート     | 2017年5月27日  |
| 5  | ホログラム・シンパシー | BLOOMING SONG      | 2017年4月22日  |
| 6  | ハルは短し恋セヨ乙女！ | メグルキセキ       | 2017年3月26日  |
| 7  | PASSCODER              | BLOOMING SONG      | 2016年7月21日  |
| 8  | メグルキセキ           | メグルキセキ       | 2016年7月21日  |
| 9  | ココロノート           | キミイロノート     | 2016年7月21日  |
| 10 | パスきっぷ             | ダイヤモンド       | 2016年4月18日  |
| 11 | 曖昧コントラスト       | ダイヤモンド       | 2016年4月14日  |
| 12 | 淡雪メモリー           | メグルキセキ       | 2015年12月10日 |
| 13 | ミライ∞ミライ          | キミイロノート     | 2015年11月30日 |
| 14 | ネバーランド           | SISTARS TRIP       | 2015年8月16日  |
| 15 | BLOOMING SONG          | BLOOMING SONG      | 2015年7月22日  |
| 16 | 直感☆READY GO！        | LIVE楽曲＜未収録＞ | 2015年7月22日  |
| 17 | キミイロインリョク     | キミイロノート     | 2015年7月22日  |

## PV
- トーンジュエル 「キミイロインリョク」 2012年8月 YouTubeにて公開
- トーンジュエル 「BLOOMING SONG」イメージビデオ 2013年8月 YouTubeにて公開
- トーンジュエル研修生 「BLOOMING SONG」イメージビデオ 2014年9月 YouTubeにて公開
- TJ(トーンジュエル) (第3期) 「パスきっぷ」 2017年7月 YouTubeにて公開
- TJ(トーンジュエル) (第3期) 「ブリリアント・ワールド」 2017年10月 トパーズPV版に収録
- TJ(トーンジュエル) 「ブリリアント・ワールド」 イメージビデオ 2019年1月 YouTubeにて公開

## メディア出演

### 地上波放送
- ミュージック☆エクスプレスPlus（2017年12月18日 東京メトロポリタンテレビジョン)[15]
- 美女の館（2018年1月9日- 千葉テレビ放送) - 彩瀬千聖 レギュラー出演
- アイ発（千葉テレビ放送) - 彩瀬千聖、凛音七海、白石結夏

### CS放送
- PittoスタジオLOVEMAXアイドル #1（2016年1月2日 Pigoo) MC：杉山裕之、谷田部俊(我が家)、永尾まりや(AKB48) ※ビデオ出演[16]

### ネット放送
- 彩瀬千聖 ぶるぺん (2015年6月14日 GYAO!)[17]
- 週刊アイドルフェスティバル (2015年7月23日 下北FM)[18]
- 原宿アルタ夏祭り 〜kawaiiベアーが燃える〜 (2015年8月15日 YAMADA動画LIVE)[19]

### ラジオ
- 白星☆ウィクトーリアの空振りトーク（2018年4月20日 渋谷クロスFM) - 彩瀬千聖、凛音七海、白石結夏
- 新星･アイドル発掘ラジオ NONSTYLE井上の渋谷ジャック（2019年8月11日 渋谷クロスFM) - 彩瀬千聖、町村かな

## テレビドラマ
- 彩瀬千聖 TAWARAちゃん (2018年9月17日[20] 東京メトロポリタンテレビジョン) - 薔薇咲みつこ役
- 彩瀬千聖 東京コンフィデンシャル2 (2018年12月31日[21] 東京メトロポリタンテレビジョン) - シホ役
- 彩瀬千聖 TAWARAちゃん2 (2019年4月1日[22] 東京メトロポリタンテレビジョン) - 薔薇咲みつこ役
- 彩瀬千聖 東京コンフィデンシャル3 (2019年7月1日[23] 東京メトロポリタンテレビジョン) - ことみ役
- 彩瀬千聖 ミャーッツアイ (2019年12月30日[24] 東京メトロポリタンテレビジョン) - 卯鷺愛役

## DVD
- 彩瀬千聖 TAWARAちゃん (2019年 Media Staff Vision)
- 彩瀬千聖 TAWARAちゃん2 (2019年 Media Staff Vision)
- 彩瀬千聖 東京コンフィデンシャル2 (2019年 Media Staff Vision)

## CM
- MixChannel（2018年1月- ) - 彩瀬千聖 Twitter広告

### 公式サイト
- 公式サイト
- 台湾公式サイト
- TJ 公式ブログ - ウェイバックマシン（2015年8月31日アーカイブ分）
- TWIST JEWEL 公式ブログ
- TRADITION JACK 公式ブログ

### 動画サイト
- TJ(トーンジュエル) YouTube 公式チャンネル
- TJ PROJECT YouTube 公式チャンネル
- 音律寶石 YouTube 公式チャンネル

### Facebook
- 音律宝石
- 音律宝石ページ

### Twitter
- TJスタッフ(公式)
- 彩瀬千聖
- 町村かな
- 高山緋奈乃
- TWIST JEWELスタッフ(公式)
- 凛音七海
- 工藤こまり
- TRADITION JACKスタッフ(公式)
- 白石結夏
- End of Silenceスタッフ(公式)
- 渡杏南
- 赤木汐香